# Château de Baraigne
Le château de Baraigne est un château situé à Baraigne, en France.

## Localisation
Le château est situé sur la commune de Baraigne, dans le département français de l'Aude.

## Historique
Le château a appartenu à la famille de Buisson. Il a probablement été construit par Barthélemy de Buisson (1568-1622) qui a hérité de la seigneurie en 1613. Il a épousé cette année-là Jeanne de Noé. Le château a été construit sur des éléments plus anciens qui ne semblent pas remonter au-delà du XVe siècle.
La famille de Buisson est arrivée dans le Lauragais à la fin du XIVe siècle avec Pierre de Boysson, seigneur de Vaureilles, coseigneur d'Auben, qui épouse en 1399 Claire Mancip, fille de Bernard de Mancip, seigneur de Beauteville, Cailhavel. Jean de Buisson, capitoul de Toulouse en 1483, 1484 et de 1490 à 1492, est désigné comme seigneur de Beauteville, Miramont, Beaumont, Baraigne, Ausonne, le Plégat, Ichaussas, Baziège et Montmaur. Il a fait son testament en 1515 et a été inhumé dans l'église des Cordeliers de Toulouse.
Après la mort de son fils Pierre de Buisson sans héritiers, la seigneurie est passée à sa sœur, Jeanne de Buisson, mariée en 1623 à François de Roquette, seigneur de Magrens. Leur fils, Antoine de Roquette-Buisson, né en 1632, a été seigneur de Magrens, Baraigne, Cailhavel, Boussenac. Il a fait son testament en 1694.
Le château a été acheté en 1974 par un industriel normand.
L'édifice est inscrit au titre des monuments historiques en 1948.

## Références

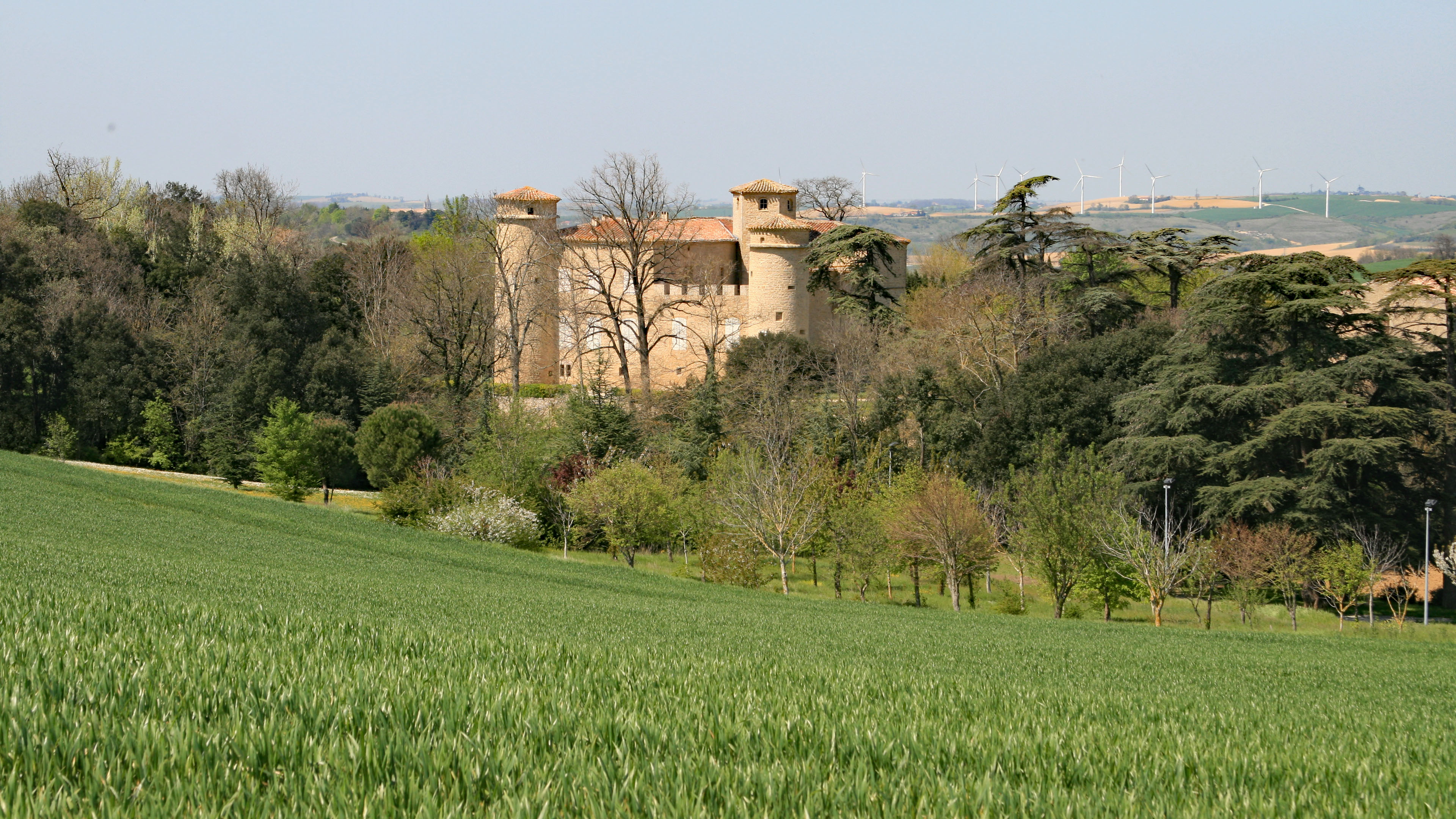
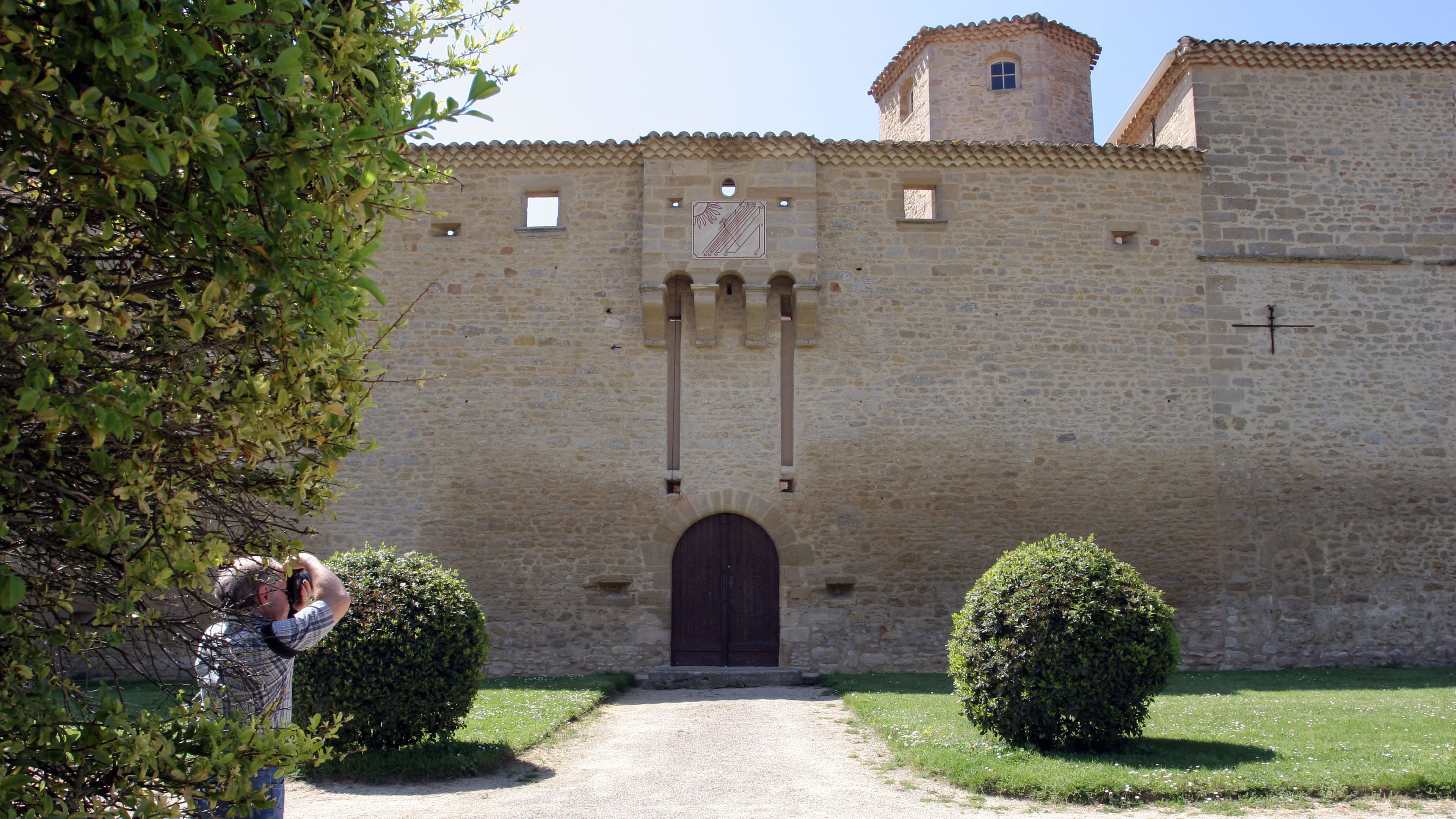
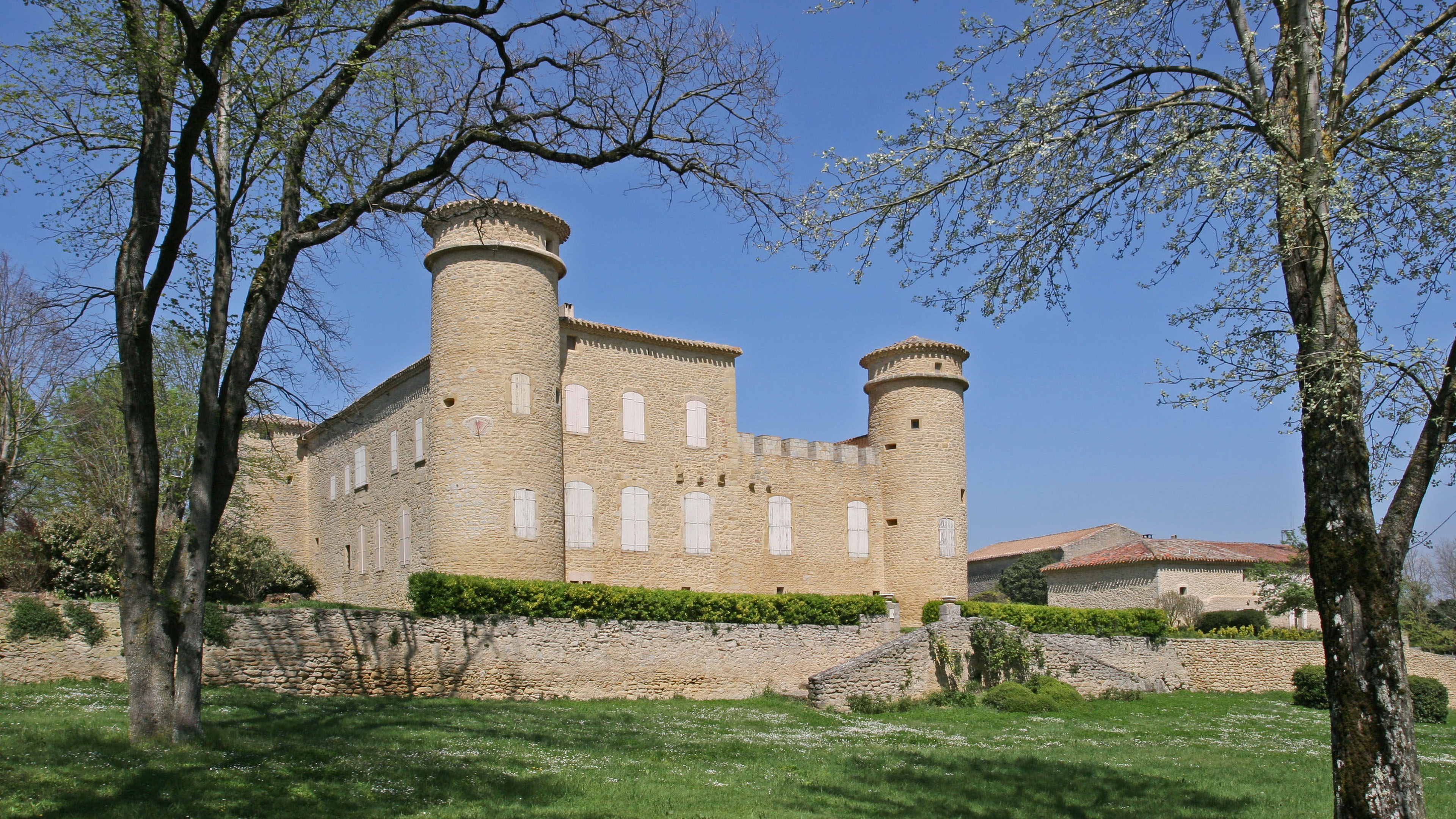